# Trapped in the Body of a White Girl (singolo)
Trapped in the Body of a White Girl è il secondo singolo di Julie Brown estratto dall'omonimo album nel 1987.

## Significato
La canzone parla di una donna che si sente intrappolata nello stereotipo delle donne bianche. Lei preferirebbe "andare di matto", perché è "malata di sushi" e "guardare Vanna White è molto noioso".

## Tracce
1. Trapped in the Body of a White Girl – 3:58

## Il video
Venne fatto un video ispirato al film La moglie di Frankenstein.